# Цангаридис, Иоаннис
Иоаннис Цангаридис (греч.  Ιωάννης Τσαγγαρίδης; Лапитос, 1887 — Икария 31 марта 1939) — греческий кавалерийский офицер начала XX века, родом с острова Кипр. Участник Балканских войн, Первой мировой войны и Малоазийского похода греческой армии.
В звании генерал-майора был сослан диктаторским режимом генерала И. Метаксаса на остров Икария, где и умер.

## Молодость
Иоаннис Цангаридис родился в семье Христофиса Цангаридиса в 1887 году в селе Лапитос острова Кипра. 
За девять лет до его рождения Кипр перешёл под британский контроль. 
В 1904 году Цангаридис отправился получать университетское образование в Афины, Греческое королевство, где поступил на химический факультет Афинского университета. 
Издание землячества лапитосцев утверждает, что он бросил учёбу чтобы отправиться в Османскую Македонию, но его участие в Борьбе за Македонию, не удаётся подтвердить ни греческими, ни болгарскими источниками. 
По возвращении из Македонии он принял решение поступить в военное училище унтер-офицеров. 

### Первая Балканская война
Став унтер-офицером греческой армии Цангаридис принял участие в Первой Балканской войне, в звании прапорщика кавалерии. 
В составе кавалерийского корпуса принял участие в победном для греческого оружия сражении при Сарантапоро, после которого принял участие в освобождении городов западной и центральной Македонии – Сервиа, Козани, Верия. 
После этого Цангаридис принял участие в сражении при Янница, победный исход которого позволил греческой армии выйти к столице Македонии, городу Фессалоники. 
После освобождения македонской столицы кавалерийская бригада развернулась на запад, заняла городок Мецово в горах Пинда, вышла к городу Корча Северного Эпира, способствуя греческой победе при Бизани и освобождению столицы Эпира, города Янина . 

### Вторая Балканская война
Неудовлетворённая результатами Первой Балканской войны, Болгария начала военные действия против своих союзников, сербов и греков. 
Накануне войны с болгарами Цангаридис был повышен в звание младшего лейтенанта кавалерии. 
По прежнему в составе кавалерийской бригады, младший лейтенант Цангаридис принял участие в победах греческой армии при Дойране 23 июня/6 июля 1913 года и при Струмице 26 июня/9 июля , а затем, в последнем сражении той войны в Кресненском ущелье.

### Первая мировая война
В 1914 году Цангаридис был повышен в звание лейтенанта кавалерии а затем, в 1916 году в звание капитана кавалерии
В период Национального раскола Цангаридис был сослан на остров Санторин. 
Был отозван правительством Э. Венизелоса в действующую армию и принял участие в военных действиях на Македонском фронте. 
В ноябре 1918 года он был назначен начальником I операционного отдела «Дивизии Крита». 

## Малоазийский поход
В 1919 году Цангаридис получил звание майора кавалерии. 
В том же году, по мандату Антанты греческая армия заняла западное побережье Малой Азии. В дальнейшем Севрский мирный договор 1920 года закрепил контроль региона за Грецией с перспективой решения его судьбы через 5 лет на референдуме населения:16. Начавшиеся здесь бои с кемалистами приобрели характер войны, которую греческая армия была вынуждена вести уже в одиночку. 

### Филадельфия - Пруса
В начальный период похода Цангаридис воевал в составе 1-го полка кавалерийской бригады. 
9 июня 1920 года, в пешем строю кавалеристы эскадрона Цангаридиса отличились в обороне Керемеца, что дало возможность 1-му кавалерийскому полку атаковать турецкую кавалерию в Бин-Тепе. 
11 июня эскадрон Цангаридиса спешившись отбил атаку турецкой пехоты, после чего вскочив на коней присоединился к наступлению на Филадельфию (Алашехир). 
Филадельфия была взята 1-м кавалерийским полком в тот же день, в то время как 3-й кавалерийский полк занял Аксар, Кыркагач и Сома. 
20 июня был сформирован новый штаб кавалерийской бригады, в котором Цангаридис стал начальником штаба
25 июня кавалерийская бригада, в своём продвижении к Прусе, вышла на турецкие оборонные позиции в 10 км к западу от города. При поддержке «Дивизии Архипелага» и её артиллерии греческие кавалеристы сломили сопротивление турок. 
В то время как 3-й кавалерийский полк вступил в город, остальные части кавалерийской бригады преследовали бегущих турок до 15 км к востоку от города. 
Турки побросали в своём бегстве своё оружие и припасы. Кроме большого числа зарубленных турецких солдат, более 200 были взяты в плен.

### Восточная Фракия
Греческая армия не предпринимала действий по занятию османских территорий без согласия союзников. Восточная Фракия была занята только в 1920 году. 
До этого, в течение двух лет, бо́льшая часть Восточной Фракии, за исключением проливов находилась под контролем султанского правительства. 
Фракийская султанская армия, под командованием Джафера Тайяра (Cafer Tayyar Eğilmez), насчитывала 3 дивизии. 
Операция была санкционирована союзным командованием и Греция получила мандат на занятие Восточной Фракии после того как Джафер Тайяр заявил в марте 1920 года, что не признаёт более Мудросских соглашений и присоединился к движению кемалистов. 
Вместе с другими проявлениями растущего турецкого сопротивления, действия Тайяра стали одной из причин роспуска в апреле турецкого парламента:339.
Получив указание союзников, Венизелос дал приказ генералу Параскевопулосу подготовить армейский корпус для занятия Фракии. 
Армия Тайяра в два раза превышала греческую Фракийскую армию в живой силе и в три раза в артиллерии. 
В период с 9 июня по 19 июня/2 июля греческая Малоазийская экспедиционная армия разгромила кемалистов на северо-западе Малой Азии и заняла Ушак и Прусу:341, после чего греческое командование приняло решение предоставить “дивизию Смирны” и кавалерийскую бригаду в поддержку операции по занятию Восточной Фракии. 
Фракийская армия форсировала Эвроса 8 июля. Несмотря на своё превосходство в живой силе и артиллерии, турки (и несколько тысяч болгарских “добровольцев” ) оказали незначительное сопротивление и начали отступать к болгарской границе. Уже 9 июля греческие части вступили в Адрианополь. 
Церемониальное вступление короля Александра и торжественная служба митрополита Поликарпа в православном соборном храме города состоялись 10 июля. 
Фракийская армия продолжила наступление до побережья Чёрного моря, беря в плен тысячи турецких солдат. 
С 10 июля, переброшенная во Фракию, греческая кавалерийская бригада наступала в направлении города Бабаэски. 
11 июля, примерно в 9 утра, кавалеристы первого взвода 1-го эскадрона 1-го кавалерийского полка настигли в Дар Дера в 6 км северо-западнее Бабаэски группу 25 турецких кавалеристов пытавшихся уйти в Болгарию. 
Среди них был и Джафер Тайяр в штатском. В ходе погони Тайяр упал с лошади и (неопознанный) был сочтён мёртвым. 
Пролежав в беспамятстве день, Тайяр был впоследствии опознан жителями греческого села Бостанли и передан греческой армии. 
Пленный генерал Тайяр по указанию Венизелоса, был отправлен в Афины, с оказанием почестей подобающих его званию. Иностранными военными журналистами было отмечено не только безупречное отношение к турецким пленным, но и идеальное отношение к мусульманскому населению. 
Сломив сопротивление турок при Люлебургазе и Чорлу, «Дивизия Смирны» остановилась, по приказу союзного командования, в 50 км от занятого союзниками Константинополя. 
Этот шаг был продиктован межсоюзническими соглашениями, но он полностью соответствовал геополитическим планам Венизелоса: Ещё в Балканские войны, командующий армии, наследный принц Константин задал Венизелосу вопрос, планирует ли правительство занять Константинополь. На что Венизелос ответил: «Нет, но мы встанем перед Константинополем настолько близко, чтобы, закурив сигару, у Вас было достаточно времени докурить её на Босфоре».

## Геополитические потрясения
Геополитическая ситуация изменилась коренным образом и стала роковой для греческого населения Малой Азии после парламентских выборов в Греции в ноябре 1920 года. Под лозунгом «мы вернём наших парней домой», на выборах победила монархистская «Народная партия». 
В своих мемуарах И. Цангаридис утверждает, что он помешал главнокомандующему Малоазийской экспедиционной армии генералу Леониду Параскевопулосу фальсифицировать результаты выборов в фронтовых частях в пользу Э. Венизелоса. 
Возвращение в Грецию германофила Константина освободило союзников от обязательств по отношению к Греции. Не находя дипломатического решения в вопросе с греческим населением Ионии, в совсем иной геополитической обстановке, монархисты продолжили войну. 
С другой стороны, в ходе последовавшего посещения малоазийского фронта королём Константином и принцем Андреем, Цангаридис выразил коронованным особам свои пожелания в умиротворении политических страстей в армии, как и свою надежду на скорое освобождение своей родины, Кипра. 

## Весеннее и летнее наступления 1921 года
В рядах кавалерийской бригады Цангаридис принял участие в последовавшем «Весеннем наступлении» греческой армии. 
11 марта 1921 года кавалерийская бригада, обойдя линии сопротивления кемалистов, дошла до села Кепелер. 
Здесь Цангаидис сдал полномочия начальника штаба бригады полковнику Стайкосу, приняв командование эскадрона пулемётов. 
На следующий день бригада вступила в Биледжик, после чего приняла участие в бою за Авгин. 
29 июня/12 июля греческая армия начала «Большое летнее наступление»/ 
Сломив сопротивление турок у Уч Серая:58, кавалерийская бригада наступала к Ак Бунару. 8 июля турки предприняли своё Большое контрнаступление, с целью окружения наступающих греческих дивизий в регионе Эскишехира. 
Выдвинутый кавалерийский корпус своевременно информировал другие греческие части о турецком манёвре, после чего прикрыл бреши в расположение греческих дивизий и в 12:30 атаковал Ак Бунар силами 3-го кавалерийского полка и эскадронов И. Цангаридиса и Георгия Станотаса. 
Греческие кавалеристы прорвали линию атаковавших кемалистов и продвинулись на глубину в 4 км, внеся переполох в расположении турецких частей и обеспечив победу греческого оружия при Ак Бунаре. 
От сабель греческих кавалеристов погибли более 500 турецких солдат и в плен были взяты около 100. 
Развивая своё наступление на всех участках фронта, греческая армия нанесла туркам поражение в самом большом сражении войны при Афьонкарахисаре-Эскишехире, но армия кемалистов избежала разгрома. Турки отошли на 300 км на восток, к Анкаре, и греческое правительство вновь встало перед дилеммой: что делать дальше:55. 
Поставив себе целью положить конец войне принуждением к миру, правительство монархистов приняло решение продолжить наступление и совершить рейд на Анкару. 

## Сражение за Анкару – ранение Цангаридиса
28 июля/10 августа 9 греческих пехотных дивизий и 1 кавалерийская бригада вышли на исходные позиции для совершения рейда на Анкару. 
Рейд на Анкару начался 1/14 августа. 
Пройдя через Солёную пустыню, и после тяжёлых боёв за высоты Тамбур Оглу и Сапанджа, I и III греческие корпуса заняли не только первую линию обороны турок, но и промежуточные укреплённые линии, откуда готовились прорвать вторую линию обороны. 
На севере VII дивизия с боем форсировала Сакарью в ночь с 10 на 11 августа и создала плацдарм на восточном берегу реки. 
Обход турецкого левого фланга был поручен II Корпусу  принца Андрея (V, IX и XIII дивизии). Перед корпусом «возвышались неприступные скалы» Кале Грото. 
13/26 августа V дивизия атаковала «неприступные скалы». Турки не ожидали этой атаки и всего через час оставили свои позиции. 
Греческая пехота без остановки продолжила наступление и к 9 вечера заняла самую высокую вершину Кале Грото и штыками выбивала турок XXIV дивизии из окопов, чьё отступление переросло в паническое бегство. 
XIII греческая дивизия атаковала 14/27 августа высоты западнее Кале Грото, но была остановлена огнём турецкой артиллерии. Ночью турки попытались контратаковать в этом секторе, но были отброшены греческой контратакой. 
IX греческая дивизия и кавалерийская бригада, в которой воевал Цангаридис, попытались обойти скалы Кале Грото справа, но их авангард встретил конницу Фахредина, успевшуюа защитить левый турецкий фланг от окружения. 
Греческие успехи обеспокоили Кемаля, который прибыл в этот сектор, где непосредственное командование осуществлял начальник генштаба Чакмак, Мустафа Февзи.
По прибытии Кемаль издал приказ: «Все части будут защищать свои позиции до последнего солдата. Спорадические успехи противника объясняются ночными бурями и несогласованностью наших частей    Мы не должны сомневаться, что защищая со спокойствием наши позиции мы окончательно остановим врага». 
Д. Фотиадис пишет, что это «мы не должны сомневаться» напротив выдавало сколь большим было беспокойство турецкого штаба. 
Сам Кемаль впоследствии писал, что «были минуты когда я думал, что всё потеряно»:92. 
В ходе этих боёв Цангаридис был ранен трижды в течение двух дней. После двух первых ранений он оставался в строю, но последнее его ранение было тяжёлым. 
Примечательно, что последнее его ранение 17 августа 1921 года описал находившийся при штабе корпуса принца Андрея, журналист  Никос Карвунис, в прошлом боец батальона греческих гарибальдийцев. 
Знакомство на поле боя послужило началом дружбы Цангаридиса и Карвуниса, который в дальнейшем стал поэтом и автором самого известного пеана Греческого Сопротивления – “Громыхает Олимп”. 

## На Кипре
После своего тяжелого ранения Цангаридис был отправлен в Грецию на лечение и воспользовался моментом, чтобы посетить Кипр. 
В свою очередь Карвунис посетил Кипр в ноябре 1921 года, в качестве корреспондента афинской газеты «Политиа». Его журналистским заданием было написать о судьбе тысяч армянских и греческих беженцев, бежавших на Кипр из Киликии после франко-турецкого соглашения октября 1921 года. 
Карвунис воспользовался случаем и посетил своего друга Цангаридиса в отцовском доме последнего в Лапитос. 
Вместе они совершили ряд поездок по епархии Керинии, которые Карвунис описал в своих репортажах. 
В одном из репортажей Карвунис описал посещение муниципальной школы в Лапитос. Репортаж характеризует один из основных пилонов кипрского ирредентизма. 
Раненный Цангаридис пришёл в школу, где он учился в своё время, в мундире капитана греческой кавалерии. Цангаридис задал одному из учеников вопрос «кем ты хочешь стать когда вырастешь». Все детские взгляды были скованы на глубоком шраме на его лице. 
Ученик, которому был задан вопрос, без колебаний ответил: «Офицером, как и ты».

## Революция 1922 года
Правление монархистов завершилось поражением и эвакуацией армии из Малой Азии и Малоазийской катастрофой
Эвакуировавшиеся в Грецию части Малозийской армии восстали в сентябре и низложили короля Константина. 
Министры правительств монархистов, последний командующий армии и принц Андрей предстали перед трибуналом, обвиняемые в том что принесли в жертву национальные интересы, ради личных и партийных интересов и интересов трона. 
Принц Андрей, кроме прочего, был обвинён в том, что во время сражения за Анкару и будучи командиром III корпуса отказался выполнять приказ предыдущего командующего армии, генерала А. Папуласа. 
Карвунис познакомился близко с принцем Андреем, находясь несколько недель в его штабе под Анкарой. 
Карвунис не был монархистом. Он был либералом и в дальнейшем стал членом компартии Греции. Однако он счёл своим долгом свидетельствовать перед трибуналом в защиту принца Андрея. 
Цангаридис, который не был ни монархистом ни либералом, в свою очередь написал письмо в защиту принца Андрея, которое Карвунис зачитал перед трибуналом. 
Решением трибунала, получившего имя Процесс шести, пять бывших премьеров и министров монархистов и генерал Хадзианестис были приговорены к смерти. Приговор был приведен в исполнение. 
Принц Андрей избежал расстрела благодаря вмешательству европейских королевских дворов. Избежавший расстрела принц Андрей оставил потомков. Один из его внуков, Чарльз, принц Уэльский, является наследником британского престола:106.

## Межвоенные годы
Мир с турками ещё не был подписан. Во Фракии греческая армия была отведена по настоянию союзников за реку Эврос (Марица). 
Возобновление военных действий не исключалось и одной из первоочерёдных задач Революционного правительства было усиление так называемой «Армии Эвроса», получившей в историографии имя «Чудо Эвроса». 
Под руководством генерала Т. Пангалоса была создана хорошо оснащённая и боеспособная армия в 100 тысяч штыков. Английский историк Д. Дакин пишет, что если бы в этот момент было бы принято решение о возобновлении военных действий, то армия Эвроса могла бы молниеносно дойти до Константинополя и турки были не в состоянии остановить её:364. 
Цангаридис был назначен начальником штаба кавалерийской дивизии и стал членом революционного руководства. 
Однако Э. Венизелос, возглавивший греческую делегацию на Лозаннской мирной конференции использовал «Армию Эвроса» как угрозу и дипломатическое оружие, но подписался под оставлением Восточной Фракии в пределах нового турецкого государства. 
Цангаридис был послан во Францию на переподготовку и по возвращении возглавил гарнизон греческой столицы. 

### После выборов 1926 года
После выборов 1926 года Цангаридис стал слушателем Высшей военной академии. По завершении курсов академии он вновь возглавил гарнизон греческой столицы. 
Будучи на этом посту он оказал содействие Н. Пластирасу в нейтрализации реакции членов Военного совета, после принятия решения о отзыве в армию части офицеров – монархистов, изгнанных из армии в 1923 году. 

### Во Франции
Цангаридис был вновь послан во Францию, где в период 1928 - 1930 годов был ответственным за посланных туда на переподготовку греческих офицеров. 
В Париже он сблизился с сыном Э. Венизелоса, Софоклом Венизелосом, который в этот период был военным атташе Греции в французской столице:427.
Одновременно Цангаридис поддерживал постоянную переписку с одним из лидеров революции Николаосом Пластирасом. 
Тем временем, в 1931 году его на Кипре его брат Феофан принял участие в октябрьских выступлениях против англичан и был гоним британскими властями. 

### В период политической турбулентности
В отсутствие Цангаридиса, в 1929 году кавалерийские силы были вновь реорганизованы, кавалерийская дивизия была расформирована и вместо неё были сформированы две бригады Ларисе и Салониках. 
По возвращении из Франции Цангаридис был назначен командиром 2-го кавалерийского полка в городе Лариса, а к 1932 году уже возглавлял кавалерийскую бригаду в том же городе. 
На выборах сентября 1932 года победили монархисты. 
После последовавшего периода политической турбулентности в марте 1933 года правительство П. Цалдариса не получило вотум доверия и новое правительство было сформировано Э. Венизелосом, который провёл новые выборы. Несмотря на относительное большинство полученных голосов, в силу избирательной системы партия Э. Венизелоса не получила большинства в парламенте. 
Имея поддержку III и IV корпусов армии, генерал Пластирас настаивал, чтобы Венизелос не сдавал полномочия премьера:438.
Это уже был мятёж, к которому Цангаридис, будучи командиром 2-го кавалерийского полка, отказался принять участие. 
Отказ Цангаридиса в определённой степени повлиял на развитие событий во II корпусе армии и неудачу мятежа в целом. 

### Военный атташе в Софии
Генерал Г. Кондилис, подавивший мятеж и установивший по сути диктатуру, упразднил республику и объявил себя королевским регентом. 
В начальный период Малоазийского похода Цангаридис служил под началом генерала Кондилиса и был представлен последним к награде за мужество. 
Кроме того Цангаридис отказался принять участие в мятеже. Как следствие ему было предложено возглавить жандармерию, но он отказался. 
После чего Цангаридис был назначен директором военного училища эвелпидов, однако назначение было отменено. 
После кратковременной миссии в Венгрию, Цангаридис был назначен военным атташе в Софию. 
Отношения между Грецией и Болгарией были сложными с самого начала создания этого государства в конце XIX века и отягощались реваншистскими настроениями болгар после их поражений во Второй Балканской и Первой мировой войнах. 
Находясь на посту военного атташе в Софии, Цангаридис подготовил доклад о военных приготовлениях Болгарии, который произвёл впечатление в военных и политических кругах Греции. 
В 1935 году Цангаридис был повышен в звание генерал-майора.

## Против диктатуры Метаксаса – ссылка и смерть
Вернувшись в Грецию, генерал-майор Цангаридис был назначен комдивом XII дивизии. 
Тем временем в стране был установлен диктаторский режим генерала И. Метаксаса. 
В 1937 году Цангаридис возглавил подпольную антидиктаторскую организацию офицеров «Защитники народных свобод», в которую среди прочих вошли полковники Г. Авгеропулос и К. Давакис. 
В той или иной мере в организацию были вовлечены до 800 офицеров:462.
Организация первоначально сумела создать подпольную сеть в армии, но её участники преследовали разные цели и постепенно деятельность организации пошла на убыль. 
Сам Цангаридис был арестован по доносу генерала Дедеса в январе 1938 году и отправлен в ссылку. Цангаридис обвинялся в критике по отношению к правительству Метаксаса в том что правительство не предпринимало сербёзных мер в подготовке страны к надвигающейся войне, как и в профессиональной недостаточности генерала А. Папагоса, который был назначен командующим армии:460.
Цангаридис знал лично Папагоса, будучи его сослуживцем по кавалерийской бригаде во время Малоазийского похода, и что в последний период этого похода Папагос был одним из двух командиров бригады, чьи действия (или бездействие) подвергаются острой критике военных и историков. 
Генерал Цангаридис был сослан первоначально на остров Сифнос, а затем на остров Икария, где умер в марте 1939 года. 
Его семья никогда не признала заявление властей, что он умер естественной смертью:461. 

## Память
Брат генерала Цангаридиса, архитектор Одиссей Цангаридис, предпринял шаги посмертной реабилитации генерала. 
Однако последовавшая Вторая мировая война и Гражданская война (1946-1949), участие Одиссея Цангаридиса в борьбе за воссоединение Кипра с Грецией и британские гонения а затем смерть Одиссея Цангаридиса стали причиной того, что реабилитация генерала задержалась на несколько десятилетий. 
Генерал Цангаридис успел написать свои мемуары, которые под заголовком «Дневник одного генерала» и под редакцией историка К. Дафниса были изданы его сестрой Ревеккой Полимеру – Цангариду. 
Его родное село Лапитос было оккупировано в 1974 году турецкими войсками. Сегодня в селе нет ни одного грека, в домах, включая его отцовский дом, поселились пришлые турки. 
Но муниципалитет Лапитоса продолжает функционировать в изгнании. В своём издании в числе славных сыновей Лапитоса, муниципалитет упоминает генерала Цангаридиса и двух его братьев. 
В экспозиции Военного музея  Афин имеется отдельный стенд, в котором выставлены фотография, мундир, сабля и награды генерала Цангаридиса. 